# Кочетков, Фёдор Ильич
Фёдор Ильич Кочетков (1843 — 1919) — русский судебный деятель, сенатор.

## Биография
Происходил из обер-офицерских детей.
Окончил Рязанскую губернскую гимназию (1861) и юридический факультет Московского университета (1865).
По окончании университета начал службу чиновником особых поручений при саратовском губернаторе, а в следующем году был определен кандидатом на должность судебного следователя при Саратовской уголовной палате. Затем был назначен судебным следователем по Хвалынскому уезду.
При введении судебной реформы в Московском судебном округе в 1866 году, был назначен первым секретарем Владимирского окружного суда, с откомандированием в гражданское его отделение. В январе 1868 года назначен чиновником особых поручений VI класса при товарище министра юстиции, с откомандированием для занятий в Консультации при Министерстве юстиции учрежденной, в качестве докладчика по судебным делам, из Правительствующего Сената поступившим. В этой должности пробыл до конца 1870 года, когда был назначен членом Сибирского окружного суда. 6 мая 1880 года назначен товарищем председателя Самарского окружного суда. В феврале 1887 года, по прошению, переведен на ту же должность в Орловский окружный суд. При введении судебной реформы в прибалтийских губерниях, в 1889 году назначен членом Санкт-Петербургской судебной палаты. В бытность членом палаты, по ордеру министра юстиции, производил ревизии мировых и общих судебных установлений Санкт-Петербургской судебной палаты.
В январе 1901 года был назначен товарищем обер-прокурора Гражданского кассационного департамента Сената, затем членом Консультации при Министерстве юстиции учрежденной, с оставлением при исполнении обязанностей по прежней должности. В мае 1906 года назначен обер-прокурором Гражданского кассационного департамента, 1 января 1907 года произведен в тайные советники, а 3 января 1908 года назначен сенатором того же департамента.
Скончался в 1919 году в Новочеркасске. Был женат на дочери поручика Софии Петровне Кашкаровой (1847)

## Награды
- Орден Святого Станислава 1-й ст. (1898)
- Орден Святой Анны 1-й ст. (1904)
- Орден Святого Владимира 2-й ст. (1910)
- Орден Белого Орла (1913)
- Орден Святого Александра Невского (1 января 1916)